# Klobba (nordost Hammarland, Åland)
Klobba är en halvö i Åland (Finland). Den ligger i den nordvästra delen av landskapet, 25 km norr om huvudstaden Mariehamn. Klobba ligger på ön Fasta Åland.